# Australicoccus zamboangae
Australicoccus zamboangae är en insektsart som beskrevs av Ireneo L. Lit 1992. Australicoccus zamboangae ingår i släktet Australicoccus och familjen ullsköldlöss.
Artens utbredningsområde är Filippinerna. Inga underarter finns listade i Catalogue of Life.